# HD 39551
HD 39551，又名BD+51 1128，SAO 25467、HR 2045，是一颗恒星，视星等为6.49，位于銀經161，銀緯13.13，其B1900.0坐标为赤經5h 48m 17.5s，赤緯+51° 13.13′ 7″。